# Kamień z Ramsund
Kamień z Ramsund (Sö 101; znany też jako kamień Sigurda) – kamień z wyrytymi napisami runicznymi oraz rysunkami. Pochodzi z epoki futharku młodszego, zapis wykonany został runami długogałązkowymi (duńskimi). Nie jest to typowy kamień runiczny, gdyż ryty nie są wykonane na pionowym bloku skalnym, ale na płaskim, szerokim na prawie pięć metrów głazie znajdującym się niedaleko miejscowości Sundbyholm, ok. 10 km na północny wschód od Eskilstuny w szwedzkim regionie (län) Södermanland. Petroglify sięgają 1,9 metra wysokości i są szerokie na 4,6 metra. Przyjmuje się, że kamień ten został wyryty około roku 1000. Została na nim wyryta historia Sigurda z sagi o Völsungach w jej nordyckiej postaci. Motyw ten występuje także w niektórych innych rzeźbach w krajach skandynawskich oraz w Anglii.

Kamień z Ramsund w Szwecji przedstawia:
1) Sigurda nagiego przy ognisku, jak przygotowuje smocze serce, wyjęte Fafnirowi, jako danie dla swojego ojczyma Regina, będącego jednocześnie bratem Fafnira. Serce nie jest jeszcze gotowe, gdy Sigurd dotyka go, parzy się i wkłada palce do ust. Po skosztowaniu krwi smoka zaczyna rozumieć mowę ptaków.
2) Ptaki mówią mu, że Regin nie dotrzyma obietnicy pogodzenia się i będzie próbował zabić Sigurda, co doprowadza do tego, że Sigurd odcina Reginowi głowę.
3) Regin leży martwy z głową u boku i swoimi narzędziami kowalskimi, jakich użył do przekucia miecza Sigurda Grama,
zaś 4) koń Regina jest objuczony skarbami smoka.
5) Wcześniejsze wydarzenie – zabicie Fafnira przez Sigurda.
6) Karzeł, od którego zaczęła się cała saga

Umieszczona na kamieniu inskrypcja głosi:
siriþr : kiarþi : bur : þosi : muþiR : alriks : tutiR : urms : fur * salu : hulmkirs : faþur : sukruþar buata * sis *
co znaczy:
Sigrid, matka Alrika, córka Orma, zbudowała ten most za duszę Holmgera, swego męża.
Liczne motywy z sag znalazły swoją realizację na kamieniach runicznych, ale najczęściej powtarzają się właśnie wątki z opowieści o Sigurdzie. Największym zachowanym rytem jest tzw. Sigurdristningen (ryt Sigurda). Znajdujemy na nim wszystkie istotne elementy opowieści o Sigurdzie, znane z wersji nordyckich (Edda poetycka, Edda prozaiczna, Saga rodu Völsungów): kuźnia ze ściętym karłem, młot, miech, kusza, szczypce, dalej Sigurd, który piecze serce smoka na ruszcie nad ogniem, oparzony kciuk wsadza do ust, dzięki smoczej krwi otrzymuje dar rozumienia mowy ptaków i rozpoznaje ostrzeżenie dwóch sikorek siedzących na drzewie, a jakby w tle koń Grani, objuczony smoczym skarbem. Wstęga runiczna, która zazwyczaj przedstawia tułów smoka, tutaj jest ukazana jako smok Fafnir, któremu Sigurd, przyczajony w jamie wbija miecz w ciało. Czworonóg u góry po lewej stronie może przedstawiać wydrę z pierwszej części sagi.

## Szczegółowy opis rytu
Napis jest ograniczony od góry za pomocą dwóch stworów z głowami smoków skierowanymi do zewnątrz, których ogony połączone są na środku obrazu. Kształt poniżej, w którego tułowiu zawarty jest cały zapis runiczny, przedstawia smoka zgładzonego przez Sigurda.
Przestrzeń między smokami wypełniona jest obrazami (z których jeden znajduje się na zewnątrz) przedstawiającymi sagę o Sigurdzie w formie nordyckiej, której wersję zawiera Edda. Saga rozprzestrzeniała się w różnych formach w germańskiej kulturze, a jak dowodzi kamień, była znana także w Szwecji.
Napis (sv. inskrift) na kamieniu znajduje się w dolnej części wstęgi runicznej. W oryginale brzmi on: siriþR kiarþi bur þosi muþiR alriks tutiR urms fur salu hulmkirs faþur sukruþar buata sis. W tłumaczeniu szwedzkim jest to: „Sigrid gjorde denna bro, Alriks moder Orms dotter, för själen Holmgers Sigröds fader hennes make”. Na szwedzkich runach z epoki wikińskiej błędy takie jak zapis ‘bor’ zamiast ‘bro’ (most) nie są rzadkością. Dosłowne tłumaczenie na język polski brzmi: „Sigrid, matka Alrika i córka Orma, wzniosła ten most za duszę ojca Sigröda – Holmgera, a jej męża”.
Gramatycznie nie można ustalić, za kogo wyszła Sigrid. Mianem jej męża często określa się Holmgera, jednakże mógł on być jej teściem. Jej mąż Sigröd zmarł, co może tłumaczyć, dlaczego ona, kobieta, stawia tablicę upamiętniającą Holmgera. Niezależnie jednak od tego, to właśnie jeden z nich był ojcem Alrika. Potwierdzają to runy Su 106 w Kjula, znajdujące się 8 km na południe od Sigurdsristningen, mówiące o tym, że Alrik, syn Sigrid, wzniósł kamień za swego ojca.
Na moście w pobliżu kościoła w Uppland, około 65 km na północny wschód w poprzek jeziora Melar, znajduje się runa upamiętniająca Sigröda jako syna Holmgera.

## Opis sagi
Sigurd pracował w kuźni Regina przyuczając się do rzemiosła kowala. Wtedy też Regin wykuł dla niego wspaniały miecz z fragmentów połamanego miecza Sigurda. Jego ojciec otrzymał ten miecz od nordyckiego boga Odyna, którym to miał zgładzić smoka Fafnira. Smok ów leżał w swojej jaskini strzegąc złota, które nordycki bóg Odyn podarował ojcu Fafnira w ramach zadośćuczynienia za zamordowanie Ottera, brata Fafnira i Regina. Fafnir jednak zagrabił skarb ojca, po czym zamienił się w smoka, by móc go strzec. Jego brat Regin nie był zadowolony z wykluczenia z udziału w złocie i postanowił wejść w jego posiadanie. Regin poprosił Sigurda, by pomógł mu zgładzić Fafnira swoim mieczem, za co ten miał otrzymać część skarbu. By móc przebić serce smoka bez podchodzenia do niego zbyt blisko, miał on zaatakować wyskakując z wcześniej wykopanego dołu. Kiedy smok się nad nim pojawił, Sigurd dźgnął go od dołu, co zostało to przedstawione w prawej części rytu.
W lewej części rytu widzimy kowadło i miech, których kowal używał do wykucia miecza. Siedzi tam także Sigurd i piecze nad ogniem serce Fafnira. Regin chciał je zjeść myśląc, że jeśli to uczyni, to część sił i odwagi brata przejdą na niego samego, poprosił więc Sigurda, by ten zabrał serce smoka i je upiekł. Kiedy Sigurd chciał sprawdzić, czy serce jest już gotowe do zjedzenia, oparzył się w kciuk. Ryt przedstawia Sigurda trzymającego poparzony palec w ustach.
Wtedy z Sigurdem stało się coś dziwnego. Wskutek spożycia krwi smoka z oparzonego kciuka zaczął rozumieć, co mówią ptaki siedzące na drzewie. Ćwierkały i krzyczały ostrzegając Sigurda, że Regin zamierza go zamordować nie chcąc podzielić się z nim skarbem. Sigurd wziął więc swój miecz i odciął głowę Reginowi. Całkiem na lewo widzimy głowę Regina leżącą obok ciała. Od tego czasu Sigurd zwany miał być zabójcą Fafnira.